# Papă

Stema papalității de la Roma și a statului Vatican.

Papa Romei este episcopul Romei și liderul spiritual al Bisericii Romano-Catolice și al Bisericilor Catolice de Rit Oriental, care formează împreună Biserica Catolică. Din 1359 este ales pe viață de colegiul cardinalilor întruniți în conclav. 
Până în Sfântul Scaun a fost ocupat de papa Francisc.

## Papa Romei

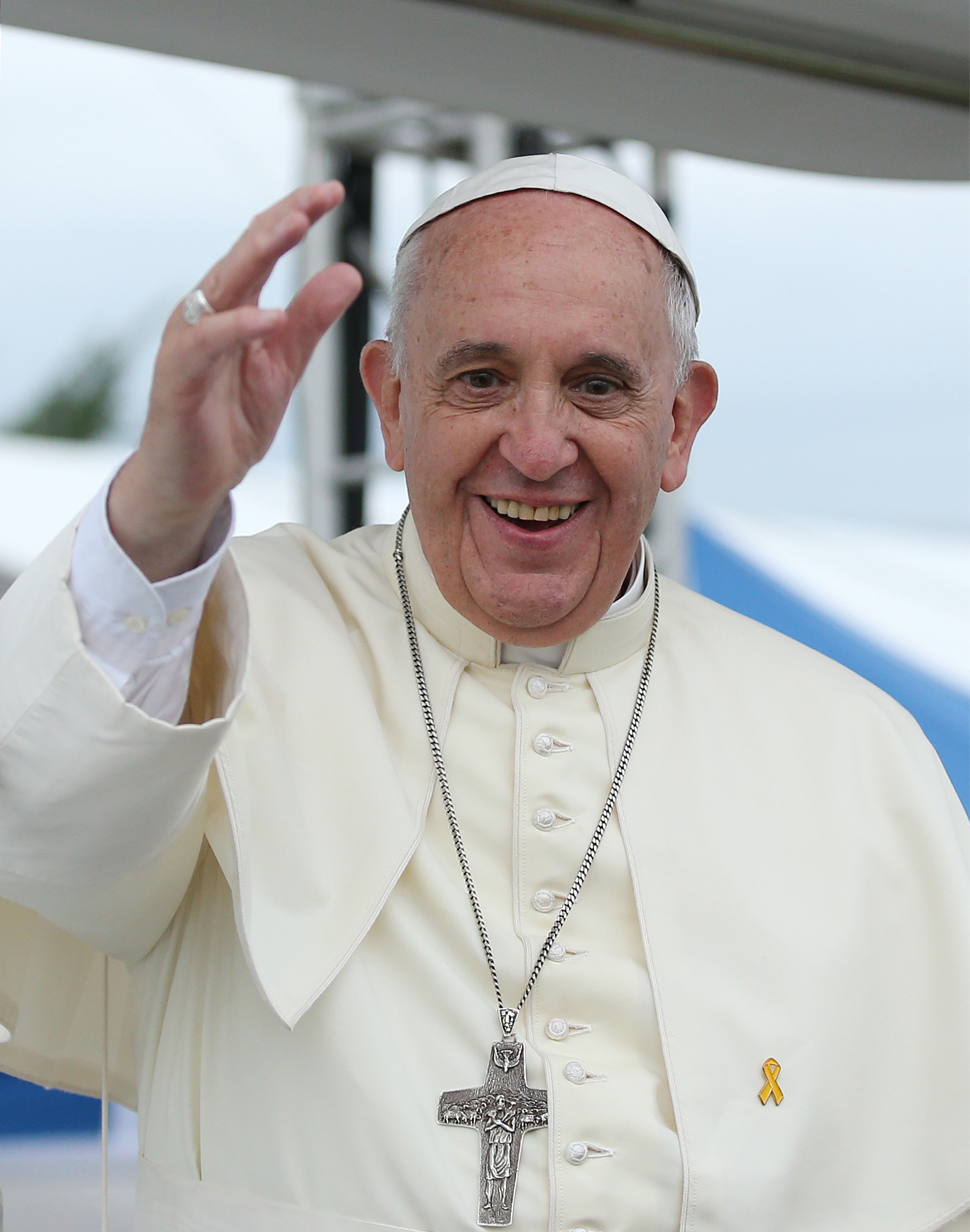
Papa Francisc

După tradiția catolică, de când Sfântul Petru a început să predice Evanghelia și l-a numit ca succesor al său pe un înțelept bătrân din Roma, sfântul Lin; latină, papa Linus, cetatea a devenit sediul Bisericii Universale.
La început, succesorii Sfântului Petru erau numiți doar  episcopi ai Romei. Titlul de "Papă" intră în folosință multe secole mai târziu. Înainte de 1870 papa conducea ca  lider secular teritoriul italian cunoscut drept Statele Papale. În urma Tratatului de la Lateran din 1929 autoritatea sa seculară se întinde doar asupra Vaticanului.

## Titluri istorice
Unul din titlurile istorice ale papei este acela de „patriarh al Occidentului”. Papa Benedict al XVI-lea a renunțat la acest titlu în anul 2006, însă papa Francisc l-a reintrodus, subliniind colegialitatea sa cu ceilalți patriarhi.

## Veșminte și însemnele pontificale
- tiara papală
- Inelul Pescarului
- mitra
- zucchetto
- ferula papală
- palliumul

### Perioada antică
Pentru secolele I-IV izvoarele privind istoria papilor sunt foarte puține și deloc uniforme, cu timpul însă aceste date se înmulțesc.
Pe scurt, lucrurile stau astfel: până la finele secolului al II-lea izvoarele sunt atât de rare încât lasă în întregime fără informații o bună bucată de timp; secolul al III-lea și prima jumătate a secolului al IV-lea izvoarele încep să se înmulțească, însă nu chiar atât încât să nu lase încă goluri; începând cu papa Damasus (366-384) aceste izvoare încep să fie mai bogate și mai uniform distribuite.
În cea mai mare parte sunt de caracter literar. Mărturiile arheologice și epigrafice, care cu trecerea timpului sunt tot mai numeroase și foarte bogate în informații cât privește istoria comunității creștine din Roma – mai ales din secolul al III-lea – totuși, ele sunt incomparabil mai puține față de activitatea fiecărui papă în parte.
Pentru această perioadă de timp izvoarele sunt:
- Historia ecclesiastica, a lui Eusebiu din Cezareea;
- Cronograful din 354, care conține Depositio episcoporum și Catalogum Liberianum;
- Liber Pontificalis;
- Martyrologim Romanum;
- Adversus haereses, a episcopului Irineu de Lyon.

### Originile primatului episcopului Romei
Termenul grecesc πάππας / πάπας (părinte) de la care derivă latinescul papa, este specific limbajului familial și era folosit de primele comunități creștine pentru desemnarea propriului episcop, evidențiind în felul acesta legătura filială dintre credincios și «păstorul» său. Conform unei accepțiuni care apare pe timpul papei Liberiu (352-366) și care cu timpul a fost adoptată în Occident, apelativul a sfârșit prin a fi aplicat exclusiv episcopului Romei. Acest uz corespundea unei preeminențe ministeriale recunoscută deja de mai înainte.
În secolul al II-lea Irineu de Lyon, în opera lui de combatere a ereziei gnostice – Adversus haereses – sublinia primatul de doctrină constant învățat în Bisericile de origine apostolică de episcopii care – prin succesiune – au ocupat respectivele sedii. În opera sa Irineu a amintit îndeosebi preeminența succesiunii episcopale a Bisericii din Roma, «mare, antică, universal cunoscută, întemeiată de cei doi glorioși apostoli: Petru și Paul», drept care – după convingerea lui – credincioșii din celelalte comunități trebuie să se pună în armonie cu acest centru creștin. De fapt, Biserica din Roma (capitala imperiului) avea o mare forță de iradiere, chiar către cea mai mare parte a Orientului, din moment ce și la Roma, obișnuit, se vorbea limba greacă. În plus, Roma se remarca prin generozitatea deosebită cât privește ajutorul economic dat fraților în credință, chiar celor îndepărtați ca spațiu.
Pe de altă parte episcopii Bisericii romane demonstraseră de mult timp că aveau o puternică conștiință a propriului rol, dacă deja la sfârșitul secolului I, Papa Clement I – Romanul – n-a ezitat să se adreseze cu accente de autentică autoritate comunității din Corint ca să pună capăt dezbinării apărută în sânul acestei comunități. O atitudine identică, bazată pe conștiința unui «depozit» de credință de păstrat pentru întreaga creștinătate a inspirat, a dictat modalitățile și timpurile de intervenție nu doar în plan doctrinar, dar și în celelalte sectoare, cum ar fi de ex.: cel liturgic (în consecvență cu interpretările teologice ale pătimirilor Domnului determinată data Paștelor); cel dogmatic (privind valabilitatea botezului administrat de eretici).
Autoritatea unor astfel de rezoluții găseau o referință în textul din Matei 16,18-19: «Și eu îți zic: Tu ești Petru și pe această piatră voi zidi Biserica mea și porțile infernului nu o vor birui. Ție–ți voi da cheile împărăției cerurilor și tot ce vei lega pe pământ va fi legat și-n cer și tot ce vei dezlega pe pământ va fi dezlegat și-n cer». Acest text și altele asemănătoare cu privire la preeminența lui Petru în cadrul grupului apostolilor au cunoscut, exegetic vorbind, interpretări diverse și prezența unui episcopat «monarhic» la Roma chiar de la începuturile comunității creștine ridică inevitabile probleme critice. De remarcat apoi faptul că chiar în secolul II nu doar Petru era considerat primul episcop al capitalei imperiului, dar și faptul că unele prerogative atribuite de tradiția evanghelică se perpetuau în toți cei reținuți succesori ai săi legitimi.
Sfântul Ambrozie, de ex., n-a ezitat să scrie: «Unde e Petru, acolo e Biserica» (Comentariul la Psalmi, 40,30).
Între episcopi însă, cel din Roma, urmaș al Apostolului Petru, căruia Isus i-a promis că-l va face temelie a Bisericii (cf. Mt 16, 18) și l-a încredințat să pască mielușeii și oile Sale (cf. Ioan 21, 15-18) era recunoscut ca având suprema autoritate. O dovedesc exemplele. După Sf. Petru, la Roma urmă episcop Sf. Papa Lin (64-79), apoi Papa Anaclet (79-91?) și Sf. Papa Clement I (91-100?), care scrise o scrisoare energică Bisericii din Corint, în Orient, pentru a pune capăt unor neînțelegeri ivite printre creștini (deși în acele părți se găsea încă în viață apostolul Ioan).
Sf. Ignațiu de Antiohia, învățăcel al apostolilor, la începutul secolului al II-lea, numește Biserica Romei, ca stând în fruntea întregii Biserici; iar Sf. Irineu, mort pe la anul 202, zice că toți credincioșii trebuie să fie de acord cu Biserica din Roma, ilustră pentru originea sa apostolică, și păstrarea tradițiilor apostolice: "in qua semper conservata este ea quae est ab apostolis traditio".
În interiorul rețelei universale de Biserici particulare, legate între ele în mod colegial, din care se compune unica Biserică a lui Dumnezeu, există un centru: Biserica particulară a Romei, condusă de succesorul Sf. Petru. Episcopul Romei menține unitatea în corul episcopilor. Păstor universal (cf. Ioan 21, 15-17), el este legătura vie nu numai între toți păstorii de pe suprafața pământului, dar și între Biserica actuală și Biserica Apostolilor. Succesor al primului și principalului martor al lui Isus (cf. V Cor 15, 5; Luca 24, 34; Fapte 1, 21-22; 2,32; 4,20; 5,32), el asigură unitatea în Biserică actuală veghind la continuitatea ei vie cu Biserica tuturor timpurilor. De aceea, tot ceea ce micșorează autoritatea papei este un rău al Bisericii. (Yves Congar).
Chiar și Biserica greacă a continuat să recunoască episcopului Romei un grad mai înalt în demnitate față de titularii altor prestigioase sedii apostolice; tot episcopului Romei îi recunoșteau unele datorii proprii și exclusive (care pe atunci însă nu erau încă configurate juridic) și deseori instanța supremă de judecată în probleme controversate.
După perioada constantiniană, ascendența papei de la Roma a crescut în măsură considerabilă și s-a lărgit sfera și incidența acțiunilor sale, mai ales datorită legăturii strânse cu împăratul. Comunitățile creștine din ce în ce tot mai numeroase se organizau ca federații de Biserici episcopale, iar cea de la Roma se impunea drept garant al unității și chiar al credinței comune, căpătând tot mai mult rolul de călăuză.

### Constituirea episcopatului monarhic și afirmarea deplină a suveranității papale
Papa Leon I, zis «cel Mare» (440-461)afirma că papa deține nu doar primatul, dar și «suveranitatea» asupra celorlalți episcopi, puteri ce erau încorporate în ministerul său, întrucât el era «vicarul lui Petru».
Câteva zeci de ani mai târziu, papa Gelasius I (492-496) a insistat asupra independenței totale a Bisericii în raporturile cu imperiul, care însă trebuie să se supună autorității bisericești în problemele spirituale și, în mod analog, a insistat asupra supunerii credincioșilor «prelatului sediului roman, pe care însuși Domnul a voit să-l pună în fruntea tuturor preoților».
În perioada dezmembrării dramatice a imperiului roman în Occident papii au reprezentat unica autoritate morală, deseori influentă și în câmpul politic, reușind astfel să atenueze conflictele dintre diferitele popoare și să favorizeze procesul fuziunii lor.
Evanghelizarea anglo-saxonilor și a germanilor – promovată și coordonată de episcopul Romei – a accentuat și mai mult aceste trăsături, desprinzând în plus papalitatea și Occidentul, în general, de imperiul Bizantin. Intrarea papilor în orbita dominației francilor, care a dus Biserica Romei la dobândirea însemnatelor posesiuni teritoriale a comportat totodată și divergențe pe planul orizonturilor spirituale și formulărilor dogmatice (de ex. controversa Filioque; criza iconoclastă) determinând astfel un antagonism tot mai mare cu Bisericile Orientului, care și ele erau coordonate cu puterea imperială a Bizanțului. Schisma din 1054, care a separat Biserica Occidentului – supus papei – de Bisericile Orientului (numite azi ortodoxe) nu a fost decât «maturizarea» zgomotoasă a unui conflict latent, cu privire la limitarea puterii autorității papilor și cu privire la spațiile de autonomie ce trebuia garantată fiecărei Episcopii (Biserici locale).
În creștinătatea latină stingerea dinastiei carolingiene și apariția formelor feudale au produs amestecul episcopului Romei în ițele intereselor politice, civile. De reținut că în aceste State feudale prelații participau activ în plan politic local, iar nobilii se amestecau tot mai mult în structurile bisericești. Puterea civilă exercita un apăsător control asupra alegerilor papei, pe atunci încredințată clerului roman. Nu rareori papii au fost aleși, nu atât după criterii care privilegiau calitățile spirituale și pastorale, cât mai ales în funcție de fidelitatea față de familiile puternice și funcție de abilitățile persoanei în administrarea afacerilor pământești, mondane.
Reacția cea mai eficientă împotriva acestei stări de lucruri a fost reforma promovată și aplicată de papa Grigore al VII-lea, care avea drept scop amputarea legăturilor cu principii și cu împărații (reforma aceasta este cunoscută în istoria bisericii ca «lupta pentru investitură»).
În baza unui decret al papei Nicolae I din 1059, alegerea pontificală era încredințată cardinalilor-episcopi, căreia îi urma aclamația – redusă la un element pur formal – clerului și poporului roman.
Figura episcopului Romei a dobândit o revigorare în întreaga creștinătate. Dictatus papae a lui Grigore al VII-lea enunța taxativ că «numai pontiful roman este universal». Într-adevăr, papei îi erau recunoscute următoarele roluri:
- legislator pentru întreaga Biserică (semnificativă este publicarea culegerii de canoane Corpus juris canonici sub papa Grigore al IX-lea);
- custodele (trezorierul) autoritar al dreptei mărturisiri de credință cu sau fără colaborarea conciliilor;
- coordonator vajnic al inițiativelor culturale în Universități (pentru a căror statute era garant).
Apogeul acestei ascensiuni a fost atins cu papa Inocențiu al III-lea, sub care a fost introdus – pentru papă – apelativul «vicarul lui Christos».
Principiul «monarhiei papale» a găsit o teoretizare solidă în bula Unam sanctam (1302) a papei Bonifaciu al VIII-lea, care afirma supremația Bisericii romane asupra întregii omeniri („omnis humana creatura”).

### De la apogeul crizei la reforma protestantă
Abia atinsă această culme că au și apărut semnele evidente ale declinului în ceea ce privește aprecierea, considerarea papalității: conflictul este strâns legat de conflictele dintre națiuni.
Primul semn evident a fost transferul rezidenței pontificale la Avignon (1309-1377), perioadă numită metaforic «robia babilonică a Bisericii». Pe de o parte lupta dintre rege și principi (în care curtea pontificală a fost amestecată), pe de altă parte taxele excesive pe care Biserica le-a instituit să suplinească pierderea fiscală, au umbrit mult aspectul religios al papei.
Nici măcar reîntoarcerea papei la Roma n-a putut evita o criză îndelungată, concretizată în Schisma apuseană (existența a doi, uneori chiar a trei papi concomitent, care erau aleși în conclave în care electorii acționau în baza unor motivații politice, legate de interesele concurente ale unor state sau principate).
În 1414-1418 Conciliul din Konstanz părea că reușește să impună doctrina autorității supreme a Conciliului ecumenic (ca reprezentanță a întregii Biserici) față de episcopul Romei. Așa s-a ajuns, regrupând fracțiunile creștinismului latin, la alegerea unui singur papă. În fața rupturilor care au urmat precum și a slăbiciunilor teoretice și practice ale susținătorilor conciliarismului poziția papei a continuat să se consolideze tot mai mult, dar trebuie notat că, de fapt, în măsura în care dobândea o autonomie politică tot mai mare, această poziție a papei lua în aceeași măsură trăsăturile (tot mai concrete) ale unui principat italian. Aceasta îi sufoca respirația universală și îi bloca aspirațiile autentic religioase.
Criza autorității papei a atins și ea apogeul în secolul al XVI-lea, cu Reforma protestantă a lui Martin Luther. Protestanții au negat autoritatea episcopului Romei asupra Bisericii universale atât pe plan practic cât și pe plan teologic.

### Păstor asupra unei turme dezbinate
Contrareforma și Conciliul din Trento, lent, au purtat papalitatea la abandonarea preocupărilor de domeniul teritorial și familial, ca să promoveze – pe baze noi – o operă de catehizare și de reorânduire disciplinară pentru „catolici”, centralizând totul în dicasteriile Curiei Romane, special create ca să prezideze diferitele sectoare ale vieții religioase.
Papii au dat o nouă energie evanghelizării popoarelor ne-europene, mai ales prin crearea Congregației De Propaganda Fidei (1622).
Dacă nașterea Statului italian l-a privat pe papă de Statul pontifical și a redus suveranitatea temporală doar la Cetatea Vaticanului, prin contralovitură a făcut să crească statura spirituală a papei, mai ales «dezlegându-l» de lațurile afacerilor pământești. De atunci până în zilele noastre ministerul, slujirea pontificală s-a modelat tot mai mult pe stilul evanghelic.
Pe acest fundal trebuie înțeles atât răspândirea crescândă a venerației față de «vicarul lui Christos pe pământ» cât și enunțurile Conciliului Vatican I cu privire la primatul de jurisdicție și la infailibilitatea personală a papei în unele circumstanțe ale exercitării magisteriului său: când învață ex cathedra despre credință și morală.
Conciliul Vatican II, reamintind aceste enunțuri, a introdus figura și funcțiunea succesorului lui Petru într-o ecleziologie a comuniunii.
Episcopul Romei, care exprimă în persoana sa unitatea colegiului episcopal „este principiul și fundamentul permanent și vizibil al unității atât al episcopilor cât și al întregului popor credincios” (Lumen gentium, nr. 23).
Papa Ioan Paul al II-lea, cu enciclica Ut unum sint (1995) a invitat pe toți creștinii la un dialog fratern și răbdător ca „să găsească împreună o formă de exercitare a primatului care, chiar dacă nu renunță în nici un chip la esențialul misiunii sale, să se deschidă la o nouă situație”.
Pe plan mondial – în societatea civilă – papa (mai ales după secolul XIX) are din ce în ce mai mare audiență și – în general – o apreciere tot mai puternică pe axa vieții spirituale.